# Monacos Grand Prix 2025
Monacos Grand Prix 2025, officiellt Formula 1 Grand Prix de Monaco 2025, var ett Formel 1-lopp som kördes den 25 maj 2025 på Circuit de Monaco i Furstendömet Monaco. Loppet var det åttonde loppet ingående i Formel 1-säsongen 2025 och kördes över 78 varv.

## Ställning i mästerskapet före loppet
| Pos. | Förare          | Poäng |
| ---- | --------------- | ----- |
| 1 ▬  | Oscar Piastri   | 146   |
| 2 ▬  | Lando Norris    | 133   |
| 3 ▬  | Max Verstappen  | 124   |
| 4 ▬  | George Russell  | 99    |
| 5 ▬  | Charles Leclerc | 61    |

| Pos. | Konstruktör       | Poäng |
| ---- | ----------------- | ----- |
| 1 ▬  | McLaren-Mercedes  | 279   |
| 2 ▬  | Mercedes          | 147   |
| 3 ▬  | Red Bull          | 131   |
| 4 ▬  | Ferrari           | 114   |
| 5 ▬  | Williams-Mercedes | 51    |

- Notering: Endast de fem bästa placeringarna i vardera mästerskap finns med på listorna.

## Kvalet
Kvalet kördes den 24 maj 2025, klockan 16:00 lokal tid (UTC+2), och fastställde startordningen för loppet.
| Pos.                    | Nr. | Förare            | Konstruktör                  | Kvaltider | Kvaltider | Kvaltider | Start- grid |
| Pos.                    | Nr. | Förare            | Konstruktör                  | Q1        | Q2        | Q3        | Start- grid |
| ----------------------- | --- | ----------------- | ---------------------------- | --------- | --------- | --------- | ----------- |
| 1                       | 4   | Lando Norris      | McLaren-Mercedes             | 1:11.285  | 1:10.570  | 1:09.954  | 1           |
| 2                       | 16  | Charles Leclerc   | Ferrari                      | 1:11.229  | 1:10.581  | 1:10.063  | 2           |
| 3                       | 81  | Oscar Piastri     | McLaren-Mercedes             | 1:11.308  | 1:10.858  | 1:10.129  | 3           |
| 4                       | 44  | Lewis Hamilton    | Ferrari                      | 1:11.575  | 1:10.883  | 1:10.382  | 71          |
| 5                       | 1   | Max Verstappen    | Red Bull Racing-Honda RBPT   | 1:11.431  | 1:10.875  | 1:10.669  | 4           |
| 6                       | 6   | Isack Hadjar      | Racing Bulls-Honda RBPT      | 1:11.811  | 1:11.040  | 1:10.923  | 5           |
| 7                       | 14  | Fernando Alonso   | Aston Martin Aramco-Mercedes | 1:11.674  | 1:11.182  | 1:10.924  | 6           |
| 8                       | 31  | Esteban Ocon      | Haas-Ferrari                 | 1:11.839  | 1:11.262  | 1:10.942  | 8           |
| 9                       | 30  | Liam Lawson       | Racing Bulls-Honda RBPT      | 1:11.818  | 1:11.250  | 1:11.129  | 9           |
| 10                      | 23  | Alexander Albon   | Williams-Mercedes            | 1:11.629  | 1:10.732  | 1:11.213  | 10          |
| 11                      | 55  | Carlos Sainz Jr.  | Williams-Mercedes            | 1:11.707  | 1:11.362  | N/A       | 11          |
| 12                      | 22  | Yuki Tsunoda      | Red Bull Racing-Honda RBPT   | 1:11.800  | 1:11.415  | N/A       | 12          |
| 13                      | 27  | Nico Hülkenberg   | Kick Sauber-Ferrari          | 1:11.871  | 1:11.596  | N/A       | 13          |
| 14                      | 63  | George Russell    | Mercedes                     | 1:11.507  | Ingen tid | N/A       | 14          |
| 15                      | 12  | Kimi Antonelli    | Mercedes                     | 1:11.880  | Ingen tid | N/A       | 15          |
| 16                      | 5   | Gabriel Bortoleto | Kick Sauber-Ferrari          | 1:11.902  | N/A       | N/A       | 16          |
| 17                      | 87  | Oliver Bearman    | Haas-Ferrari                 | 1:11.979  | N/A       | N/A       | 202         |
| 18                      | 10  | Pierre Gasly      | Alpine-Renault               | 1:11.994  | N/A       | N/A       | 17          |
| 19                      | 18  | Lance Stroll      | Aston Martin Aramco-Mercedes | 1:12.563  | N/A       | N/A       | 193         |
| 20                      | 43  | Franco Colapinto  | Alpine-Renault               | 1:12.597  | N/A       | N/A       | 18          |
| 107 %-gränsen: 1:16.215 |     |                   |                              |           |           |           |             |
| Källor:                 |     |                   |                              |           |           |           |             |

Noter
- ^1  – Lewis Hamilton fick tre platsers nedflyttning för att ha varit i vägen för Max Verstappen i Q1.[4]
- ^2  – Oliver Bearman fick tio platsers nedflyttning för att ha kört om Carlos Sainz Jr. under rödflagg i det andra träningspasset.[5]
- ^3  – Lance Stroll fick en plats nedflyttning för att ha orsakat en kollision med Charles Leclerc under det första träningspasset.[6] Han fick även tre platsers nedflyttning för att ha varit i vägen för Pierre Gasly i Q1. Båda bestraffningarna spelade ingen roll för startgridden, på grund av Oliver Bearmans bestraffning.[7]

## Loppet
Loppet kördes den 25 maj 2025, klockan 15:00 lokal tid (UTC+2), och kördes över 78 varv.
| Pos.    | Nr. | Förare            | Konstruktör                  | Varv | Tid/Bröt        | Placering | Poäng |
| ------- | --- | ----------------- | ---------------------------- | ---- | --------------- | --------- | ----- |
| 1       | 4   | Lando Norris      | McLaren-Mercedes             | 78   | 1:40:33.843     | 1         | 25    |
| 2       | 16  | Charles Leclerc   | Ferrari                      | 78   | +3.131          | 2         | 18    |
| 3       | 81  | Oscar Piastri     | McLaren-Mercedes             | 78   | +3.658          | 3         | 15    |
| 4       | 1   | Max Verstappen    | Red Bull Racing-Honda RBPT   | 78   | +20.572         | 4         | 12    |
| 5       | 44  | Lewis Hamilton    | Ferrari                      | 78   | +51.387         | 7         | 10    |
| 6       | 6   | Isack Hadjar      | Racing Bulls-Honda RBPT      | 77   | +1 varv         | 5         | 8     |
| 7       | 31  | Esteban Ocon      | Haas-Ferrari                 | 77   | +1 varv         | 8         | 6     |
| 8       | 30  | Liam Lawson       | Racing Bulls-Honda RBPT      | 77   | +1 varv         | 9         | 4     |
| 9       | 23  | Alexander Albon   | Williams-Mercedes            | 76   | +2 varv         | 10        | 2     |
| 10      | 55  | Carlos Sainz Jr.  | Williams-Mercedes            | 76   | +2 varv         | 11        | 1     |
| 11      | 63  | George Russell    | Mercedes                     | 76   | +2 varv         | 14        |       |
| 12      | 87  | Oliver Bearman    | Haas-Ferrari                 | 76   | +2 varv         | 20        |       |
| 13      | 43  | Franco Colapinto  | Alpine-Renault               | 76   | +2 varv         | 18        |       |
| 14      | 5   | Gabriel Bortoleto | Kick Sauber-Ferrari          | 76   | +2 varv         | 16        |       |
| 15      | 18  | Lance Stroll      | Aston Martin Aramco-Mercedes | 76   | +2 varv         | 19        |       |
| 16      | 27  | Nico Hülkenberg   | Kick Sauber-Ferrari          | 76   | +2 varv         | 13        |       |
| 17      | 22  | Yuki Tsunoda      | Red Bull Racing-Honda RBPT   | 76   | +2 varv         | 12        |       |
| 18      | 12  | Kimi Antonelli    | Mercedes                     | 75   | +3 varv         | 15        |       |
| DNF     | 14  | Fernando Alonso   | Aston Martin Aramco-Mercedes | 36   | Motor           | 6         |       |
| DNF     | 10  | Pierre Gasly      | Alpine-Renault               | 7    | Kollisionsskada | 17        |       |
| Source: |     |                   |                              |      |                 |           |       |

## Ställning i mästerskapet efter loppet
| Pos. | Förare          | Poäng |
| ---- | --------------- | ----- |
| 1 ▬  | Oscar Piastri   | 161   |
| 2 ▬  | Lando Norris    | 158   |
| 3 ▬  | Max Verstappen  | 136   |
| 4 ▬  | George Russell  | 99    |
| 5 ▬  | Charles Leclerc | 79    |

| Pos. | Konstruktör       | Poäng |
| ---- | ----------------- | ----- |
| 1 ▬  | McLaren-Mercedes  | 319   |
| 2 ▬  | Mercedes          | 147   |
| 3 ▬  | Red Bull          | 143   |
| 4 ▬  | Ferrari           | 142   |
| 5 ▬  | Williams-Mercedes | 54    |

- Notering: Endast de fem bästa placeringarna i vardera mästerskap finns med på listorna.